# أندرو هيغينز (لاعب اتحاد الرغبي)
أندرو هيغينز (بالإنجليزية: Andrew Higgins)‏ هو لاعب اتحاد الرغبي بريطاني، ولد في 13 يوليو 1981 في إبينغ ‏ في المملكة المتحدة.

## وصلات خارجية
- أندرو هيغينز على موقع دوري الرغبي الممتاز (الإنجليزية)
- أندرو هيغينز عل موقع إسبنسكروم (الإنجليزية)
- أندرو هيغينز على موقع ItsRugby.co.uk (الإنجليزية)